# Liste des seigneurs d'Acigné
 (janvier 2017).
Si vous disposez d'ouvrages ou d'articles de référence ou si vous connaissez des sites web de qualité traitant du thème abordé ici, merci de compléter l'article en donnant les références utiles à sa vérifiabilité et en les liant à la section « Notes et références ».
Le premier château d'Acigné date du XIe siècle. Il sera détruit en 1224 par Pierre Mauclerc, afin de punir Alain d'Acigné d'avoir pris parti pour Louis IX de France contre lui. Le château était appelé en 1240 la motte d'Acigné. Il fut saccagé encore une fois pendant la Guerre de Succession (1341-1365), et pour une troisième fois à la fin du XVe siècle, mais il y a toujours des restes archéologiques.
La terre  d'Acigné aura pour seigneurs les familles d'Acigné, de Cossé-Brissac, Lambert, Freslon et Talhouët.

## Origines
Selon Augustin du Paz vers 1060, Riwallon de Vitré donne la terre d'Acigné à son troisième fils Renaud.Selon Michel Band'Honneur
et Frédéric Morvan; une lignée des seigneurs d'Acigné est issue de Gervais d'Acigné fils de André Ier de Vitré.

## Liste des seigneurs d'Acigné

### Maison de Vitré
- Riwallon de Vitré, premier baron de Vitré et seigneur d'Acigné
- Tristan de Vitré, baron de Vitré et seigneur d'Acigné, fils du précédent

### Maison d'Acigné

Armes de la famille d'Acigné

- 1060 :  Renaud seigneur d'Acigné (vers 1090-vers 1155), frère du précédent.
- Payen ou Hervé ou Péan d'Acigné (vers 1118-1190), seigneur d'Acigné, fils du précédent.
- Geoffroi Ier d'Acigné (vers 1155-vers 1207), seigneur d'Acigné, vidame de Quimper, fils du précédent.
- Pierre Ier ou Payen ou Péan d'Acigné, (né vers 1190) seigneur d'Acigné, fils du précédent.
- Raoul d'Acigné, seigneur d'Acigné, fils du précédent.
- Geffroy II d'Acigné, seigneur d'Acigné, frère du précédent.
- Jean Ier d'Acigné, seigneur d'Acigné, fils du précédent.
- Geffroy III d'Acigné, seigneur d'Acigné, fils du précédent.
- Alain II d'Acigné, seigneur d'Acigné, fils du précédent.
- Pierre II d'Acigné, seigneur d'Acigné, fils du précédent.
- Alain III d'Acigné († 18 octobre 1339, enterré au couvent des Cordeliers à Rennes), seigneur d'Acigné, fils du précédent. Il épousa Mathilde de Montfort, fille de Geoffroy II de Monfort, et de Jeanne Le Boeuf. Ils eurent le suivant et Julienne mariée à Charles Le Mintier.
- 1339 : Pierre III d'Acigné (†1347), seigneur d'Acigné, fils du précédent.
- 1347 : Jean II d'Acigné (†1421), seigneur d'Acigné, fils du précédent.
- 1410 : Jean IV d'Acigné (1409-1462), seigneur d'Acigné, petit-fils du précédent.
- 1462 : Jean V d'Acigné (vers 1430-1497), seigneur d'Acigné, fils du précédent, chambellan du duc de Bretagne.
- vers 1497 : Jean VI d'Acigné (vers 1452-1525), fils du précédent, seigneur d'Acigné.
- 1525 : Jean VII d'Acigné (vers 1490-1539), seigneur d'Acigné, lieutenant-général du roi en Bretagne.
- 1539 : Jean VIII d'Acigné (vers 1525-1573), seigneur d'Acigné, fils du précédent, gentilhomme ordinaire de la chambre du roi, capitaine de cinquante hommes d'armes de ses ordonnances.
- 1573 : Judith d'Acigné (1565-1598) (vers 1565-1598), fille du précédent, dame héritière d'Acigné et de Renac, mariée en 1579 à Charles II de Cossé, 1er duc Brissac, (1550 † 1621 ou 1626), gouverneur du château d'Angers, puis du Poitou, de La Rochelle, d'Aunis et de l'île de Ré, pour la ligue, maréchal de France, chevalier des ordres du roi, duc et pair en 1611, lieutenant général et gouverneur de Bretagne en 1579.

### Maison de Cossé-Brissac

Armes de la Maison de Cossé-Brissac

- 1598 : Charles de Cossé, (fils de Judith d'Acigné et de Charles de Cossé, 1er duc Brissac), marquis d'Acigné en 1609[1], sans postérité d'Hélène de Beaumanoir.
- 1628 : François de Cossé (vers 1585-1651), 2e duc de Brissac, frère du précédent, marquis d'Acigné, lieutenant général en Bretagne, capitaine de cent hommes d'armes, chevalier du Saint-Esprit, marié en 2e noce en 1621 à Guyonne Ruellan.
- 1641 : Louis de Cossé (1625-1661), 3e duc de Brissac, fils du précédent, marquis d'Acigné, marié en 1644 à Marguerite Françoise de Gondi. Il vendit le 30 juillet 1657 le marquisat d'Acigné à René Lambert qui suit.

### Famille Lambert
- 1657 : René Lambert († vers 1669), seigneur de la Havardière en Acigné et des Forges,  dit « marquis d’Acigné », président aux  États de Bretagne, marié en 1620 à Renée Pépin. Il mourut ruiné, ses terre et seigneurie d'Acigné furent mises judiciairement en vente et achetées par Claude Freslon, seigneur de La Touche-Trébry (demi-frère de Jean-François Freslon, fils de Renée Lambert, mariée en 1646 à Gabriel Freslon seigneur de la Freslonnière)

### Famille de Freslon de La Freslonnière
- 1669 : Claude Freslon de la Freslonnière (1639-1690), conseiller et commissaire au Parlement de Bretagne, marié en 1660 à Anne Renouard.
- 1690 : César Freslon de la Freslonnière (1661-1694) (fils du précédent), conseiller au Parlement de Bretagne, marié en 1682 à Jeanne Bidé|
- 1694 : Alexis César Freslon de la Freslonnière (1691-1748) (fils du précédent), marié en 1719 à Françoise Sophie de Gouyon, sans postérité.
- 1748 : Eléonore Rose Freslon de La Freslonnière (1685-1754), dame d'Acigné (sœur du précédent)  mariée en 1709 à Louis-Germain de Talhouët-Bonamour (1684-1734).

### Famille de Talhouët

Armes de la Famille de Talhouët-Bonamour

- 1754 : Jean-Jacques de Talhouët-Bonamour (1711-1789) (fils de la précédente), conseiller au Parlement de Bretagne, officier de dragons, marié à Gilette-Esther Tranchant dame du Tret et de Soudan.
- 1789 : Louis Céleste Frédéric de Talhouët-Bonamour (1761-1812) (fils du précédent), dernier seigneur d'Acigné, Lieutenant au régiment Royal-Infanterie, marié en 1783 à Elisabeth Baude de La Vieuville dame d'honneur de Joséphine de Beauharnais  et de Marie-Louise d'Autriche.

### Sources et bibliographie
- René Couffon, Le château de La Roche-Jagu, MSECN, 1968, t. XCVI, p. 35-53,
- Jérôme Floury & Eric Lorant, Catalogue généalogique de la Noblesse bretonne, d'après la réformation de la noblesse 1668-1672 et les arrêts de l'Intendance du Conseil et du Parlement, 2000, III t.,
- Comtesse du Laz, La baronnie du Faouët, 1892, 57 p.
- Valentine de Penfentenyo, Une très ancienne famille de Bretagne, les Penfentenyo, 1990, 179 p.
- Frotier de la Messelière, Filiations Bretonnes, t. IV, p. 308,
- Malcolm Walsby, The Counts of Labal : Culture, Patronage and Religion in Fifteenth-and Sixteenth-Century France, 2007, 220 p.,
- Barthélemy Pocquet du Haut-Jusse, "Malestroit en Italie et l'Autonomie fiscale du Clergé breton", MSHAB, 1926, t. VII, première partie, p. 61-90
- Anatole de Barthélemy, Généalogie historique des sires de Coëtmen, vicomte de Tonquedec en Bretagne, Revue Historique, Nobiliaire et Biographique, 1865, t. III, p. 303-309, 362-370,
- Frédéric Saulnier, Le parlement de Bretagne 1554-1790, 1991, 2 t., LXIII-892-29 p., 2e éd.